# Macchia ericoide del Madagascar
La macchia ericoide del Madagascar è una ecoregione di alta montagna dell'ecozona afrotropicale (codice ecoregione: AT1011 ) che raggruppa le parti sommitali dei principali massicci montuosi del Madagascar. Forma, assieme alle ecoregioni delle foreste pluviali del Madagascar orientale e delle foreste subumide del Madagascar, la regione denominata foreste e boscaglia del Madagascar, inclusa nella lista Global 200.

## Territorio
L'ecoregione comprende le aree al di sopra dei 1800 m dei quattro maggiori massicci montuosi dell'isola: lo Tsaratanana (2,876 m), il Marojejy (2,133 m), l'Ankaratra (2,643 m) e l'Andringitra (2,658 m). La superficie totale dell'ecoregione è di circa 1.300 km². Alle quote più basse la macchia ericoide è circondata dalla foresta subumida.

## Flora

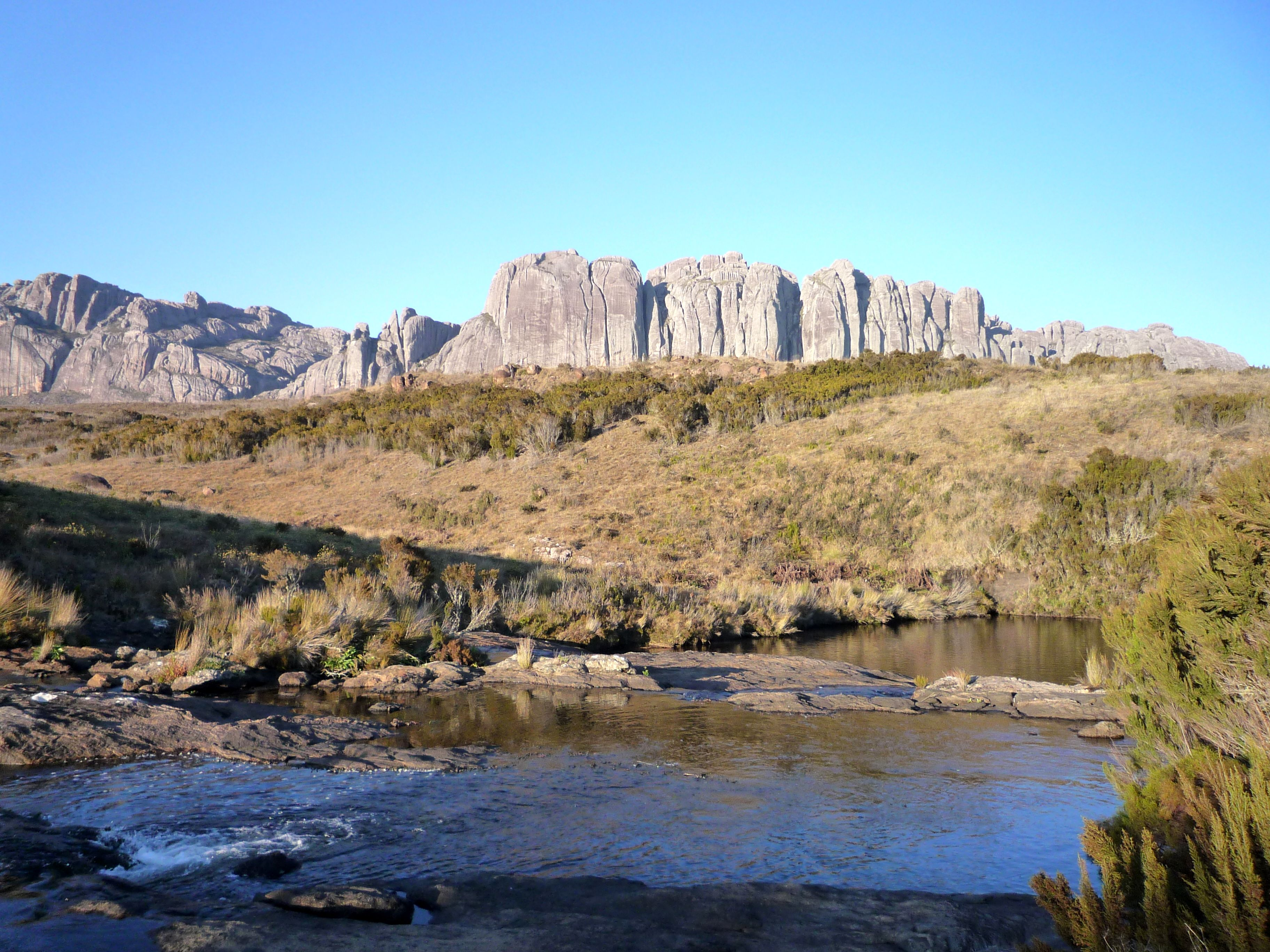
Paesaggio nel Parco nazionale di Andringitra

La regione è caratterizzata dalla predominanza di specie delle famiglie Asteraceae (Psiadia spp., Helichrysum spp., Stoebe spp., Stenocline spp.), Ericaceae (Erica spp., Agauria spp., Vaccinium spp.), Podocarpaceae (Podocarpus spp.), Rhamnaceae (Phylica spp.) e Rubiaceae. Sugli affioramenti rocciosi resistono Aloe spp., Kalanchoe spp. e Helichrysum spp. Degna di nota la presenza dell'endemico Perrierosedum madagascariense (Crassulaceae).

## Fauna
Si conoscono due mammiferi endemici di questa ecoregione: Monticolomys koopmani, presente sui massicci di Ankaratra, Andringitra e Andohahela, e Voalavo gymnocaudus, endemico di Marojejy. Altri mammiferi presenti sono il tenrec del riso (Oryzorictes tetradactylus), il tenrec striato di montagna (Hemicentetes nigriceps) e altre specie di tenrecidi (Microgale gracilis, M. gymnorhyncha e M. monticola), nonché il roditore arboricolo Eliurus majori.

Tra gli uccelli presenti a queste altitudini vi sono numerosi endemismi tra cui la ghiandaia marina di Crossley (Atelornis crossleyi), la silvicola criptica (Cryptosylvicola randrianasoloi) e la falsa nettarinia ventregiallo (Neodrepanis hypoxantha).

L'erpetofauna include i gechi Millotisaurus mirabilis, Lygodactylus arnoulti, Lygodactylus montanus e Phelsuma lineata, e i camaleonti Calumma peyrierasi e Calumma capuroni. Merita una menzione infine la rana endemica Boophis williamsi.